# Cucumis kelleri
Cucumis kelleri är en gurkväxtart som först beskrevs av Célestin Alfred Cogniaux, och fick sitt nu gällande namn av Ghebret. och Thulin. Cucumis kelleri ingår i släktet gurkor, och familjen gurkväxter. Inga underarter finns listade i Catalogue of Life.